# Bramoullé (patronyme)
Pour les articles homonymes, voir Bramoullé.
Bramoullé est un patronyme breton.

## Étymologie
Bramoullé est surtout porté dans le Finistère, l'origine de ce patronyme et son sens restent obscur. L'origine exacte du patronyme Bramoullé n'est pas connue aujourd'hui, mais plusieurs hypothèses sont mises en avant.
1. Bramoullé est originaire du pays du Léon, dans le Finistère[2]. Ce nom désigne sans doute celui qui est originaire de Bramoullé, un hameau dans la commune de Guissény[1],[3]. La commune de Guissény forme avec ses voisines la Côte des Légendes[4]. La principale de ces légendes est celle des naufrageurs. Si les Guisséniens ne furent sans doute pas des naufrageurs, il est en revanche incontestable que leur réputation de pilleurs d'épaves n’est pas usurpée et que cette tradition remonte loin dans le temps pour se prolonger jusqu’à nos jours. On imagine aisément les guisséniens les bras dans l'eau s'affairant à piller les épaves. Certains disent ironiquement que Bramoullé viendraient de bras mouillés.[précision nécessaire]
2. Bramoullé viendrait peut-être de bras milin qui signifie grand moulin en Breton.[précision nécessaire] Guissény et les communes voisines comptaient plusieurs grands moulins, notamment des moulins à marée[5].

## Variantes
L'orthographe des noms de famille a parfois évolué au cours des siècles. On retrouve : 
- Bramouillé
- Bramoulé
- Gramoullé

## Fréquence
Ce nom de famille est très rare. 616 personnes portant ce patronyme sont nées en France depuis 1890, dans 33 départements. Le total des naissances pour ce nom de famille se répartit comme suit : 
- 1891 - 1915 : 68 (cela veut dire que 68 personnes portant le patronyme Bramoullé sont nés en France entre 1891 et 1915[7].)
- 1916 - 1940 : 167
- 1941 - 1965 : 189
- 1966 - 1990 : 192

Bramoullé est au 15 496 rang des noms les plus portés en France.

## Personnalités portant ce patronyme
- Gérard Bramoullé, un économiste et homme politique français.
- Colonel Bramoullé, un colonel du 3e régiment étranger d'infanterie en 1969.